# 彼得一世 (賽普勒斯)
賽普勒斯的彼得一世（法语：Pierre I de Lusignan1328年10月9日—1369年1月17日），賽普勒斯國王，1358年至1369年在位。

## 家庭
1353年，皮埃尔與亞拉岡國王海梅二世的孫女萊昂諾爾結婚，兩人共有1子1女：
1. 彼得二世（1354/57年—1382年）
2. 瑪格麗特（1360年—1397年）